# Angostura (Piura)
Angostura es un pueblo peruano ubicado en el distrito de Tambogrande, perteneciente a la provincia y departamento de Piura, al norte del Perú. 

## Ubicación
Angostura se ubica al norte de la provincia de Piura, en el distrito de Tambogrande, en el departamento de Piura.

## Demografía
En 2017 Angostura tenía una población de 1470 habitantes.
| Gráfica de evolución demográfica de Angostura entre 1993 y 2017 |
|                                                                 |
| Fuentes: Población 1993 y 2017                                  |